# Jahmir Hyka
Jahmir Hyka, albanski nogometaš, * 8. marec 1988, Tirana, Albanija.
Hyka je nogometni  vezist, ki je nazadnje igral za KF Teuto, od leta 2007 je član albanske reprezentance.